# چای‌کند (گدابیگ)
چای‌کند (به لاتین: Çaykənd، تا ۲۰۱۵ قاسم‌آغالی Qasımağalı) یک منطقه مسکونی در جمهوری آذربایجان است که در شهرستان گدابیگ واقع شده است. چای‌کند ۱۱۸ نفر جمعیت دارد.